# Spellinguitspraak
Spellinguitspraak is het foutief uitspreken van woorden op grond van hun spelling. Wat "foutief" is, hangt sterk af van tijd en plaats. Een uitspraak die oorspronkelijk niet gangbaar was, maar algemeen ingang heeft gevonden, kan na verloop van tijd als correct worden gezien.
Spellinguitspraak is vaak een gevolg van hypercorrect taalgebruik. Ook kan een rol spelen dat leenwoorden niet worden herkend of dat andere woorden ten onrechte als zodanig worden opgevat.
Spellinguitspraak is zo oud als de spelling. Een spelling kan slechts een onvolledige weergave van de gesproken taal bieden, en in een cultuur waarin men een groot ontzag heeft voor de geschreven vorm van de taal, kan de uitspraak door die geschreven vorm worden beïnvloed.

## Leenwoorden
Soms worden leenwoorden uitgesproken zoals zij worden geschreven, ongeacht de uitspraak in de taal van herkomst. Er is geen algemene regel te geven wanneer dit correct is en wanneer niet. Het algemene gebruik kan ook afhangen van de plaats in het taalgebied. Zo wordt voor het woord parfum in Nederland vaak de vernederlandste uitspraak gebruikt (waarbij de klemtoon op de eerste lettergreep kan komen) terwijl men in België de voorkeur geeft aan de oorspronkelijke Franse uitspraak. Beide vormen zijn in wezen correct, maar de Franse uitspraak wordt in Nederland als (onnodig) deftig ervaren, terwijl de vernederlandste vorm in België als spellinguitspraak wordt gezien. Een ander voorbeeld is dossier, dat juist in Nederland op zijn Frans wordt uitgesproken, maar in België ook wel op zijn Nederlands. Het uitspreken van Engelse leenwoorden met een "Nederlandse a" (tram, handicap), zoals dat in Vlaanderen wel gebeurt, wordt in Nederland in veel gevallen als incorrect gezien.

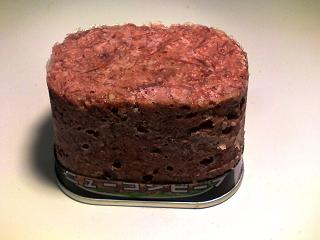
Cornedbeef: de spellinguitspraak kornetbief is volgens de woordenboeken de juiste

Bij sommige leenwoorden is spellinguitspraak een teken van hun inburgering: de uitspraak kornet-bief voor het Engelse cornedbeef wordt inmiddels door de woordenboeken gesanctioneerd.
Omgekeerd kan ook het ten onrechte als leenwoord beschouwen van een woord leiden tot een niet-gangbare uitspraak. Zo is het woord oubollig waarschijnlijk afkomstig van het Middelnederlandse abolge, maar wordt het soms uitgesproken als oebollig, naar analogie van de uitspraak van 'ou' in Franse leenwoorden als oublie. De lettercombinatie oi wordt in het geval van de plaats Oirschot (Oorschot) correct uitgesproken als oo, en notoir (verbasterd naar notoor) vaak nog terecht uitgesproken als nootwaar, want afkomstig van het Franse notoire en in overeenstemming met de uitspraak van het woord trottoir als trottwaar.

## Buitenlandse namen
Spellinguitspraak doet zich vaak bij buitenlandse namen voor. Een voorbeeld is de Disneyfiguur Goofy. Iedereen in Nederland spreekt zijn naam uit zoals die geschreven wordt.
Wie uit het buitenland komt en Boriglione (Boriljone), Kindvall (Sjindwal) of Dechesne (Desje:n) heet, zal er al gauw genoegen mee nemen dat niemand weet hoe zijn naam moet worden uitgesproken. Sterker nog, iemand die de naam wél goed uitspreekt zal door anderen aanstellerig worden gevonden.
Veel plaatsnamen in de Verenigde Staten zijn uit een andere taal dan het Engels afkomstig, veelal Frans, Spaans, en zijn het voorwerp van spellinguitspraak door Engelstaligen. De naam New Orleans spreekt vanzelf. Andere voorbeelden zijn Los Angeles, Des Moines, Cape Canaveral. Dit gebeurt zelfs met inheemse namen, zoals Ilinwe, door de Fransen geschreven als Illinois (uitspraak Illinwa), wat door Engelstaligen als Illinoy werd uitgesproken.

## Niet-benadrukte woorden
In gesproken taal wordt dikwijls gebruik gemaakt van aparte vormen voor onbenadrukte woorden. Soms is die onbenadrukte vorm verreweg het meest gebruikelijk en klinkt de benadrukte vorm vreemd: "Heeft hij" klinkt normaal als 'heeft-ie', "kom eens" als "kom 's". Vaak wordt in geschreven taal dan toch de vorm van het benadrukte woord gekozen. "ik zie hem" voor "ik zie 'm". Onder invloed van de geschreven taal wordt soms ook in gesproken taal de benadrukte vorm gebruikt, vooral als een tekst wordt voorgelezen. Dan zegt iemand dus "heeft hij" in "heeft hij dat nog aan jou verteld?" In zulke gevallen (hij, eens, haar in plaats van ie, 's, d'r) is ook sprake van spellinguitspraak. Bij het voorlezen van oudere teksten worden ook naamvalsuitgangen ("den man") soms duidelijk uitgesproken, terwijl die al heel lang uitsluitend in de geschreven taal voorkwamen. 

## Sjwa
Onbeklemtoonde uitgangen als -lijk en -ig worden in Standaardnederlands uitgesproken met een sjwa. De hypercorrecte vormen -[lɛik] en -[ɪx] kunnen als spellinguitspraak beschouwd worden.

## Slot-n en tussen-n
In veel gevallen is de slot-n of de tussen-n een constructie die niet bedoeld is om de uitspraak weer te geven. Dit mag met name blijken uit recente spellingwijzigingen waarbij wél het voorkomen van de tussen-n werd aangepast, maar uiteraard niet de uitspraak. Onder invloed van de spelling wordt de n echter soms uitgesproken waar dat voorheen niet het geval was (bijvoorbeeld hondenhok). Hetzelfde geldt in bepaalde dialecten voor de slot-n bij meervouden en infinitieven. Ook hier kan het echter van de plaats in het taalgebied afhangen of een uitspraak als natuurlijk of onnatuurlijk wordt gezien: in het "standaard" dialect wordt liggen uitgesproken als ligge (tenzij het volgende woord met een klinker begint, dan wordt de -n veelal wel uitgesproken). Verder spreken we bij werkwoorden waarvan de stam eindigt op -en de slot-n uit bij de tegenwoordige tijd van de eerste persoon enkelvoud: ik teken, ik open, ik zegen. In het oosten en noorden van Nederland zal de slot-n vaak wel worden uitgesproken; daar wordt juist de -e ingeslikt.

## Assimilatie
In veel woorden, vooral samenstellingen en afleidingen, vindt assimilatie plaats en worden niet alle medeklinkers die geschreven staan ook uitgesproken. Voorbeelden: Kunststof wordt uitgesproken als kunstof, beestje als beesje en meer extreem zakdoek als zaddoek. Wanneer men desondanks tóch alle medeklinkers uitspreekt, kan er sprake zijn van spellinguitspraak.

## Andere talen
Wie een vreemde taal spreekt, zal er zelden in slagen de taal perfect uit te spreken. Merkwaardig is echter dat er variaties te horen zijn op grond van de spelling, zelfs als de spreker de taal goed kent. Zo maken Nederlandstaligen in het Engelse woord 'undercover' vaak een uitspraakverschil tussen de 'u' en de 'o' terwijl er in werkelijkheid geen uitspraakverschil is tussen de twee klinkers. 